# NGC 3376
NGC 3376 ist eine Galaxie vom Hubble-Typ S? im Sternbild Sextant südlich der Ekliptik. Sie ist schätzungsweise 255 Millionen Lichtjahre von der Milchstraße entfernt und hat einen Durchmesser von etwa 60.000 Lichtjahren.
Im selben Himmelsareal befinden sich u. a. die Galaxien NGC 3362 und NGC 3423.
Das Objekt wurde am 19. Februar 1863 von Heinrich Louis d’Arrest  entdeckt.